# Libération (periódico)
Libération (también conocido en Francia como Libé) es un diario editado en París y fundado en 1973 por el filósofo Jean-Paul Sartre y los periodistas Benny Lévy y Serge July.  Originalmente un periódico maoísta, su línea editorial en la década de 2010 era de centro izquierda, según la BBC, y es uno de los principales diarios del país.

## Historia

### Orígenes
El proyecto nació, bajo el impulso del mayo francés, con el nombre del periódico clandestino vinculado a la Resistencia francesa durante la Segunda Guerra Mundial, el Libération, que fue dirigido por Emmanuel d'Astier de la Vigerie. 
Libé, nació como un medio de izquierda. El personal consistía de maoístas, anarquistas y rebeldes contraculturales.  Se publicó un manifiesto donde se decía que el nuevo medio dependería «de la gente, no los anunciantes ni la banca».  Las relaciones laborales dentro de su redacción no estaban jerarquizadas, todos los empleados (incluido el personal de los talleres) recibía el mismo salario y no se aceptaba publicidad en sus páginas. Con esa estructura y con la dirección moral de Sartre, Libération salió a la calle por primera vez el 3 de febrero de 1973. Su posicionamiento político era de izquierda, pero no estaba vinculado a ningún partido político, como sí ocurría con L'Humanité, por ejemplo. 
Sartre abandonó la redacción del diario en mayo de 1974, July asumió la gestión, y Libération inició un largo y por momentos traumático camino hacia la normalidad periodística.

### Reestructuración
Las relaciones no jerárquicas siguieron funcionando hasta febrero de 1980, cuando los enfrentamientos internos dentro de la redacción hicieron que el diario dejara de editarse durante tres meses. En mayo de ese año, Libé, habiendo expulsado a muchos de sus empleados más radicales,  reapareció en los quioscos con un nuevo formato y con el nombre de su primer director bajo su mancheta: Serge July. Entre las décadas de 1980 y 1990 pasó de ser un periódico marxista situado en la izquierda política —como era en su origen— a ser un diario socialdemócrata de centro izquierda. Poco después, llegaron los primeros anuncios y los primeros socios capitalistas ajenos al trabajo en la redacción. Poco a poco, los lectores comprobaron también que Libé abandonaba su inicial radicalismo político. Sin dejar de ser nunca un diario especialmente sensible a las causas sociales, progresista y rupturista en sus enfoques y en su diseño, el periódico fundado por Sartre empezó a incluir columnistas liberales en sus páginas de opinión (Rebonds). En 2005, July manifestó su apoyo al "sí" en el referéndum para la aprobación de la Constitución Europea. Sin embargo el no ganó la consulta gracias, paradójicamente, al voto masivo de los simpatizantes de izquierda.
Se acercaba el fin de la era July.  July anunció despidos en noviembre de 2005, y al poco tiempo el periódico sufrió su primera huelga.
La caída en la difusión (en torno a los 140 000 ejemplares diarios en 2006 y 101 000 en 2013) y los problemas financieros de la empresa editora ya habían obligado en 2005 a admitir a un nuevo hombre fuerte en su accionariado, el empresario Édouard de Rothschild (con el 38%), mal recibido por los periodistas de Libération, quienes acusaron al diario de «coquetear muy frecuentemente con el 'buen sentido'», y proponiendo en cambio «causas, utopías, deseos y provocaciones». En mayo de 2006, Rothschild, quien observó que las pérdidas estaban por absorber todos sus nuevos fondos aportados el año anterior, eventualmente exigió el cese de July de su puesto. El 30 de junio, Libération anunció en su primera página la despedida de July. Su puesto fue ocupado por Antoine de Gaudemar. 
En 2014, el multimedio neerlandés Altice compró el diario, formando parte del grupo SFR.